# Yang Quan
Yang Quan (chiń. 杨泉; ur. 8 grudnia 1986) – chiński lekkoatleta, tyczkarz.

## Osiągnięcia
- srebrny medal mistrzostw Azji (Guangdong 2009)

## Rekordy życiowe
- skok o tyczce (stadion) - 5,60 (2009)
- skok o tyczce (hala) - 5,61 (2007)